# Chalaaboun
Chalaaboun är en kulle i Libanon.   Den ligger i guvernementet Nabatiye, i den södra delen av landet, 90 kilometer söder om huvudstaden Beirut. Toppen på Chalaaboun är 794 meter över havet.
Terrängen runt Chalaaboun är huvudsakligen kuperad, men den allra närmaste omgivningen är platt. Närmaste större samhälle är Aïtaroun, 5,1 kilometer öster om Chalaaboun. 
Trakten runt Chalaaboun består till största delen av jordbruksmark. Runt Chalaaboun är det tätbefolkat, med 511 invånare per kvadratkilometer.